# تاور بریج

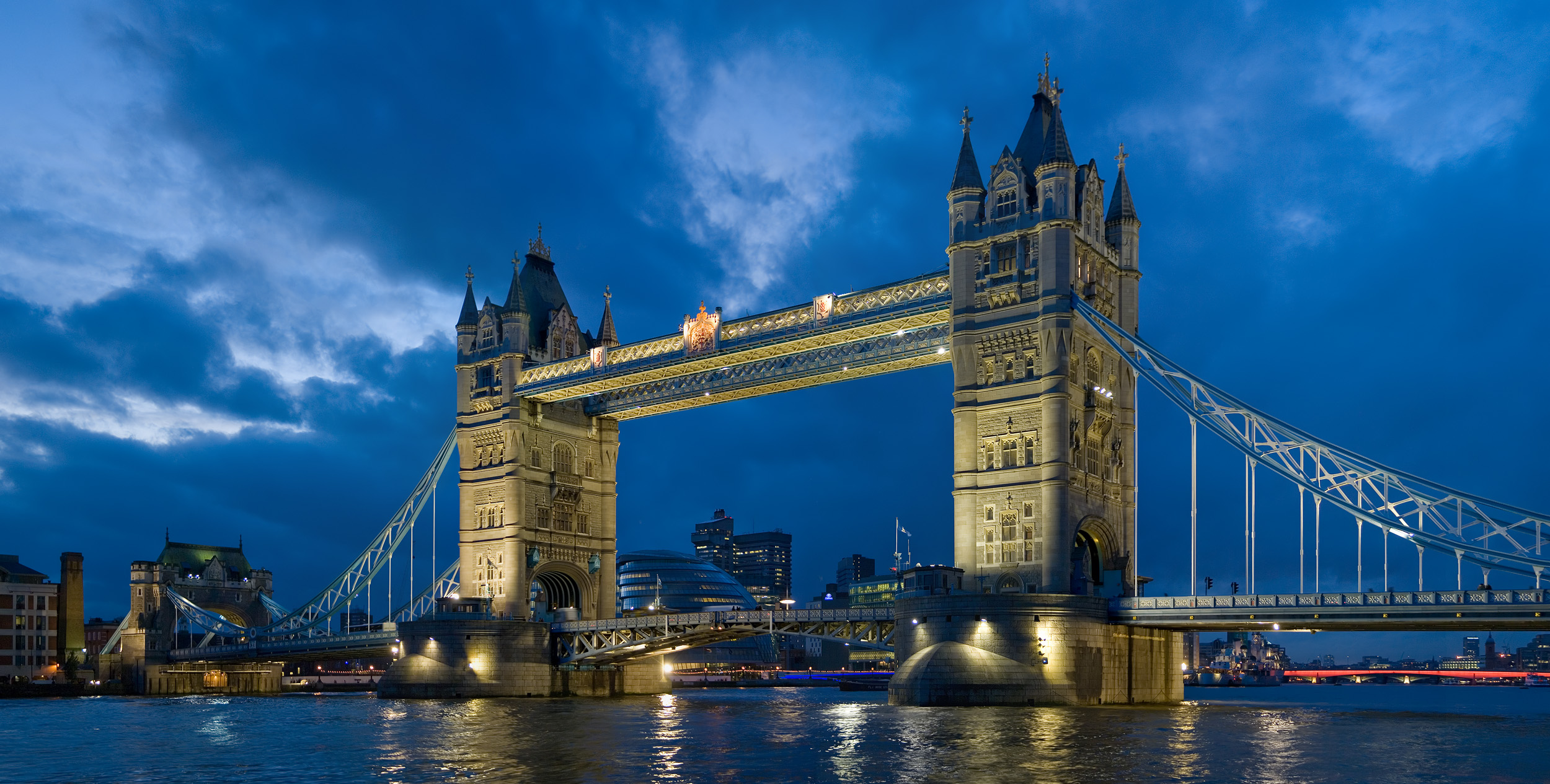
نمایی از پل تاور بریج در هوای گرگ و میش

تاور بریج (به انگلیسی: Tower Bridge) به معنای پل برج نام یکی از مشهورترین سازه‌ها و پل‌های لندن، پایتخت انگلستان است که بر روی رود تیمز ساخته شده‌است. این پل که کار ساختش در ۱۸۸۶ آغاز و در ۱۸۹۴ به پایان رسید در نزدیکی پل لندن و برج لندن قرار دارد. برج‌های این پل دارای معماری گوتیک است و بخشی از مسیر جاده‌روی آن را می‌توان در مواقع لزوم بالا کشید تا کشتی‌های بزرگ بتوانند به‌راحتی از زیر آن عبور نمایند.

## تاریخچهٔ ساخت پل
جمعیت شرق لندن در اواخر سدهٔ نوزدهم به شدت افزایش یافته بود و فکر ساخت پل جدیدی بر روی رود تیمز در آن ناحیه در حدود سال ۱۸۷۶ شکل گرفت. پس از آن چندین سال طول کشید تا طرح نهایی پل پذیرفته شود و سرانجام کار ساخت آن در ۱۸۸۴ آغاز گردید.
طرح انتخابی کاری از هوراس جونز با همکاری جان ولف بری بود. پنج پیمانکار و تقریباً ۴۵۰ کارگر برای ساخت این پل ۲۵۶ متری به خدمت گرفته شد و ۱۱ هزار تن استیل در چهارچوب آن به کار رفت. سرانجام کار ساخت پل که تاور بریج نام گرفت (تاور= بُرج، بریج= پل) در ۱۸۹۴ به پایان رسید. پل تاور بریج دارای برج‌هایی با معماری گوتیک ویکتوریایی بود که در آن زمان مورد پسند مردم قرار نگرفت، اما با گذر زمان این پل به یکی از معروفترین نمادهای شهر لندن بدل شد.

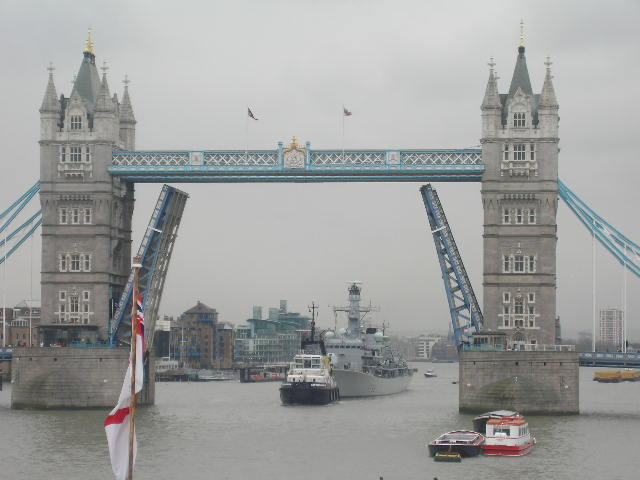
نمایی از پل هنگامی که بخش جاده‌روی آن به سمت بالا بلند شده‌است.

## ساختار و عملکرد پل
با توجه به محل قرار گرفتن پل تاور بریج در مجاورت بندر و در جهت دریا و نیاز عبور کشتی‌های بزرگ از زیر آن، تصمیم بر آن شد تا پل را به صورت متحرک بسازند تا در مواقع لزوم باز شده و امکان عبور کشتی‌ها و قایق‌ها را فراهم سازد. موتورهایی هیدرولیکی در برج‌های پل تعبیه شد (در اصل برج‌ها نقش پنهان‌گر را داشتند) و از نیروی بخار برای پمپاژ آب به انباشتگرهای هیدرولیک استفاده می‌شد تا موتورهای بالاکشندهٔ پل را به کار اندازد. تا سال ۱۹۷۶ که همه چیز برقی شد از این روش استفاده می‌گردید.
هر کدام از زبانه‌های پل متحرک بیش از ۳۰ متر عرض داشته و قابلیت باز شدن تا زاویهٔ ۸۳ درجه را داراست. این پل در گذشته روزانه تقریباً ۵۰ بار باز و بسته می‌شد اما امروزه این میزان به ۱۰۰۰ بار در سال کاهش یافته‌است. همچنین ساعات باز شدن زبانه‌ها از پیش برنامه‌ریزی شده‌است و طبق آن دو نیمهٔ پل به بالا و پایین کشیده می‌شود.

## گردشگری
گرفتن عکس و فیلم از پل تاور بریج یکی از کارهای مورد علاقهٔ توریست‌هایی است که به لندن می‌آیند، اما در عین حال این امکان نیز برای بازدیدکنندگان وجود دارد که وارد برج‌ها شوند. دو برج توسط گردشگاهی در قسمت بالا به یکدیگر متصلند و نمایی زیبا از لندن را می‌توان از آنجا مشاهده نمود.
همچنین در داخل پل، نمایشگاه تاور بریج قرار دارد که مساحت گردشگاه و دو برج را شامل می‌شود و بازدیدکنندگان می‌توانند از موتورخانهٔ ویکتوریایی که درون برج‌ها قرار دارند دیدن کنند.

## عملیات نوسازی
باز سازی‌ پل تاور بریج در سال ۲۰۱۲‌به پایان رسید.

## مراحل باز شدن پل تاور بریج

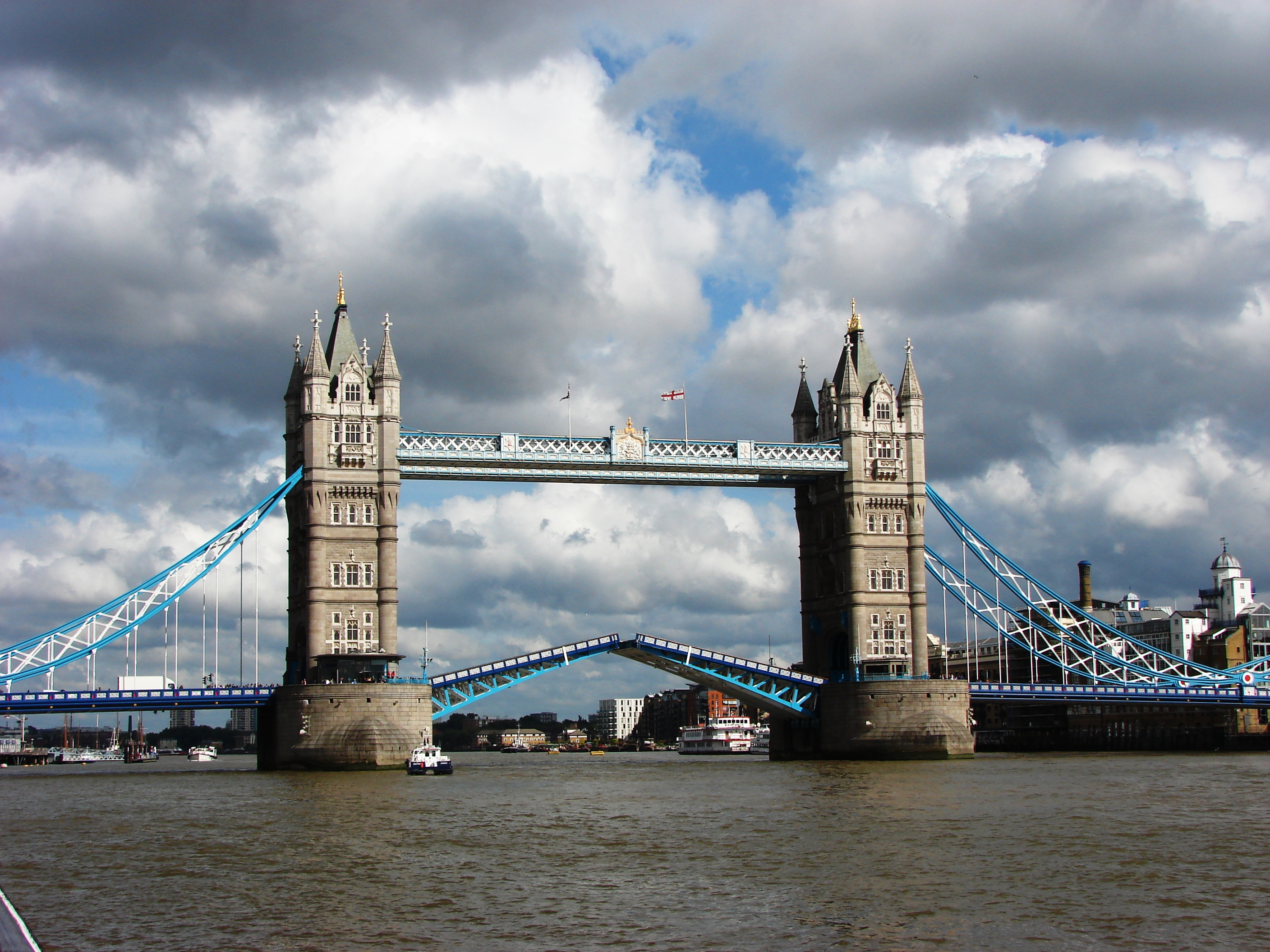
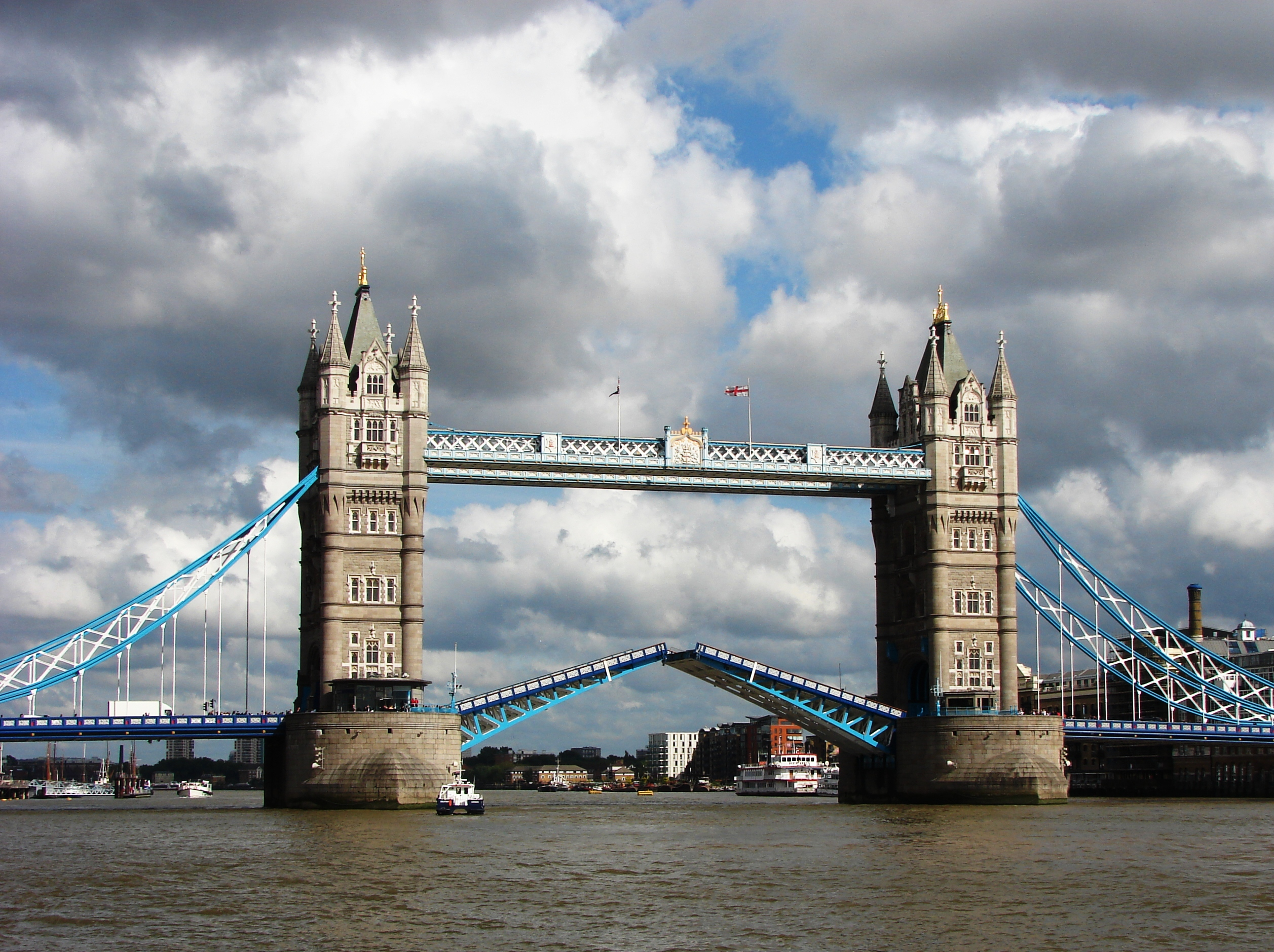
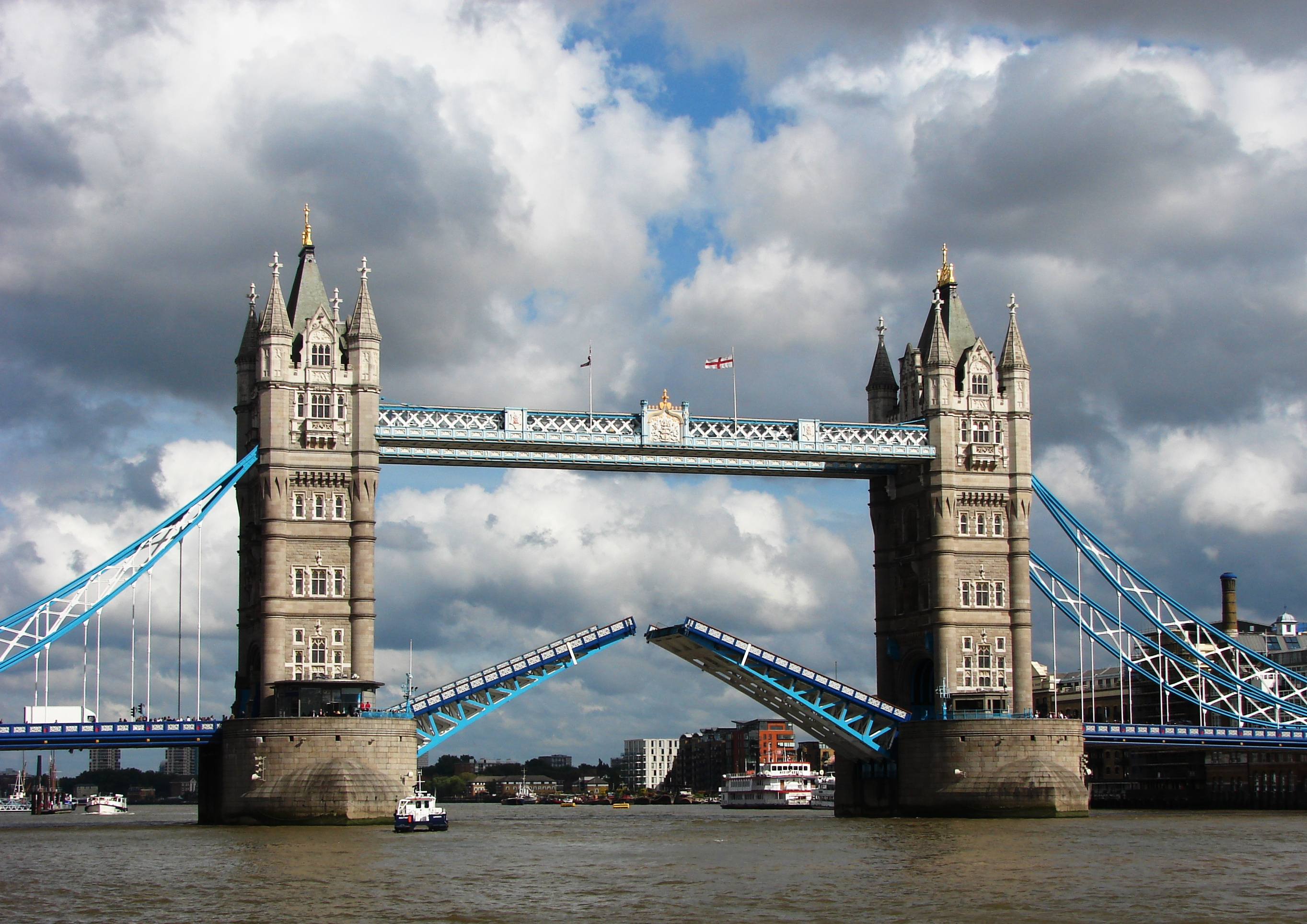
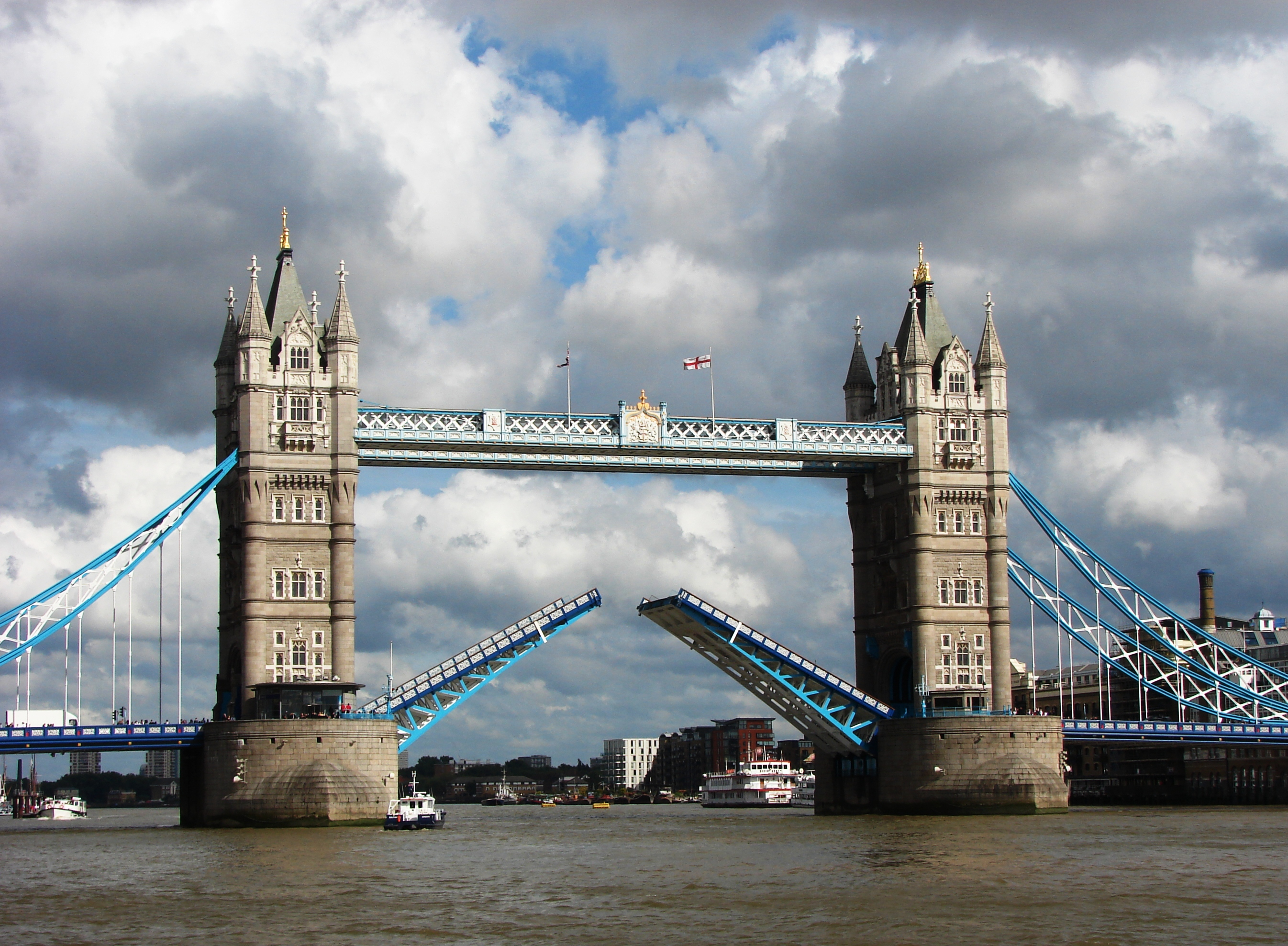
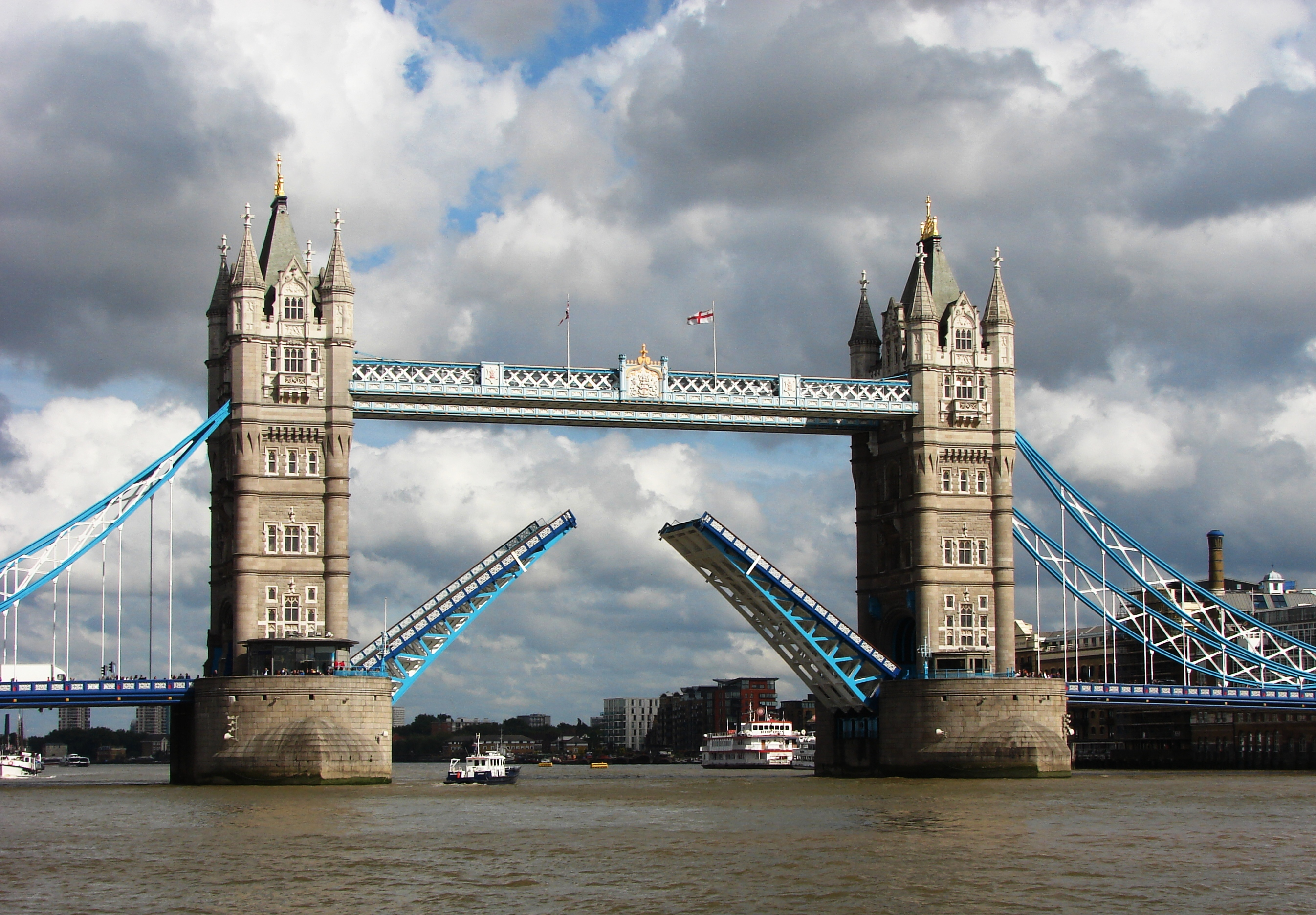
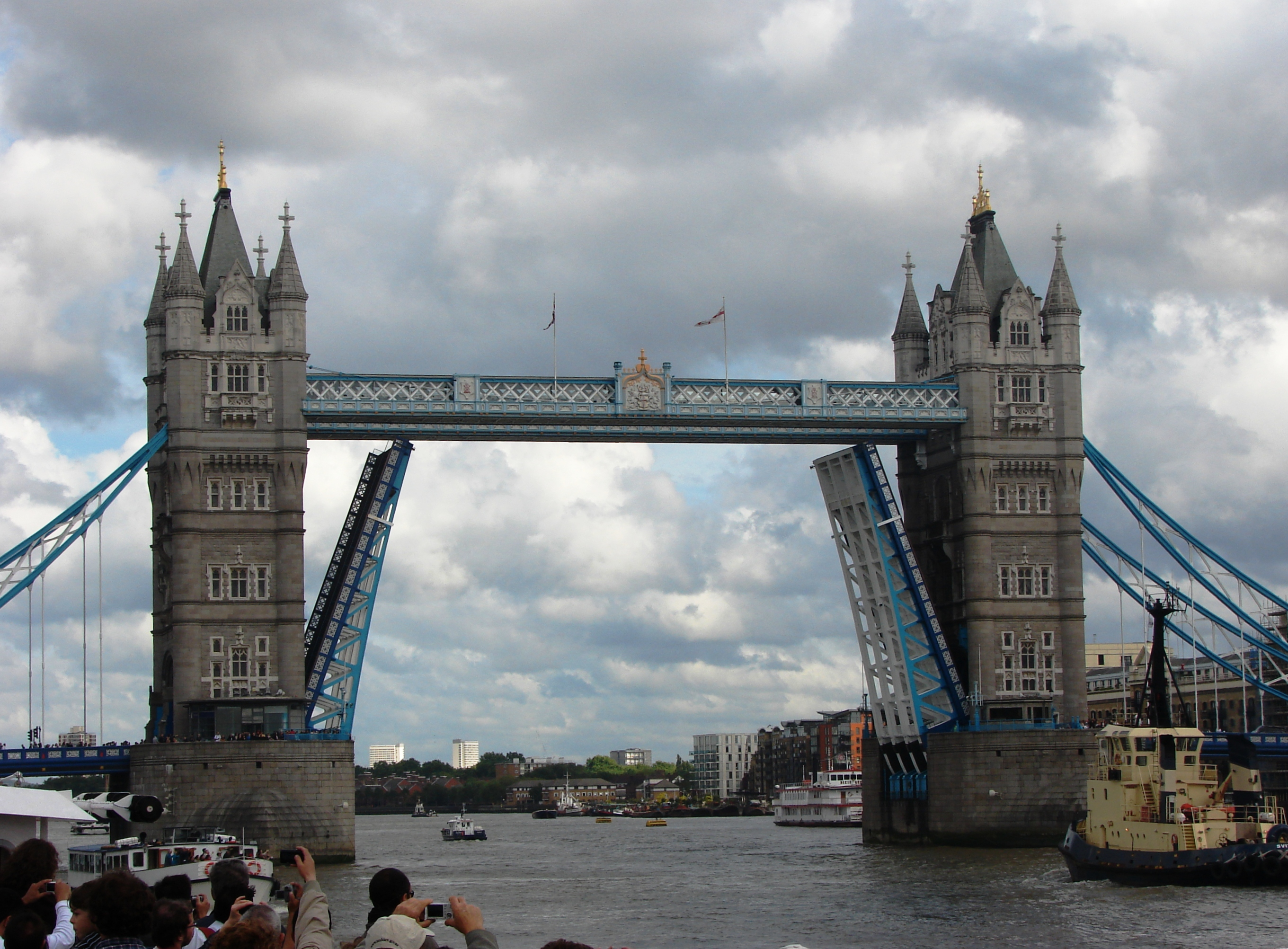
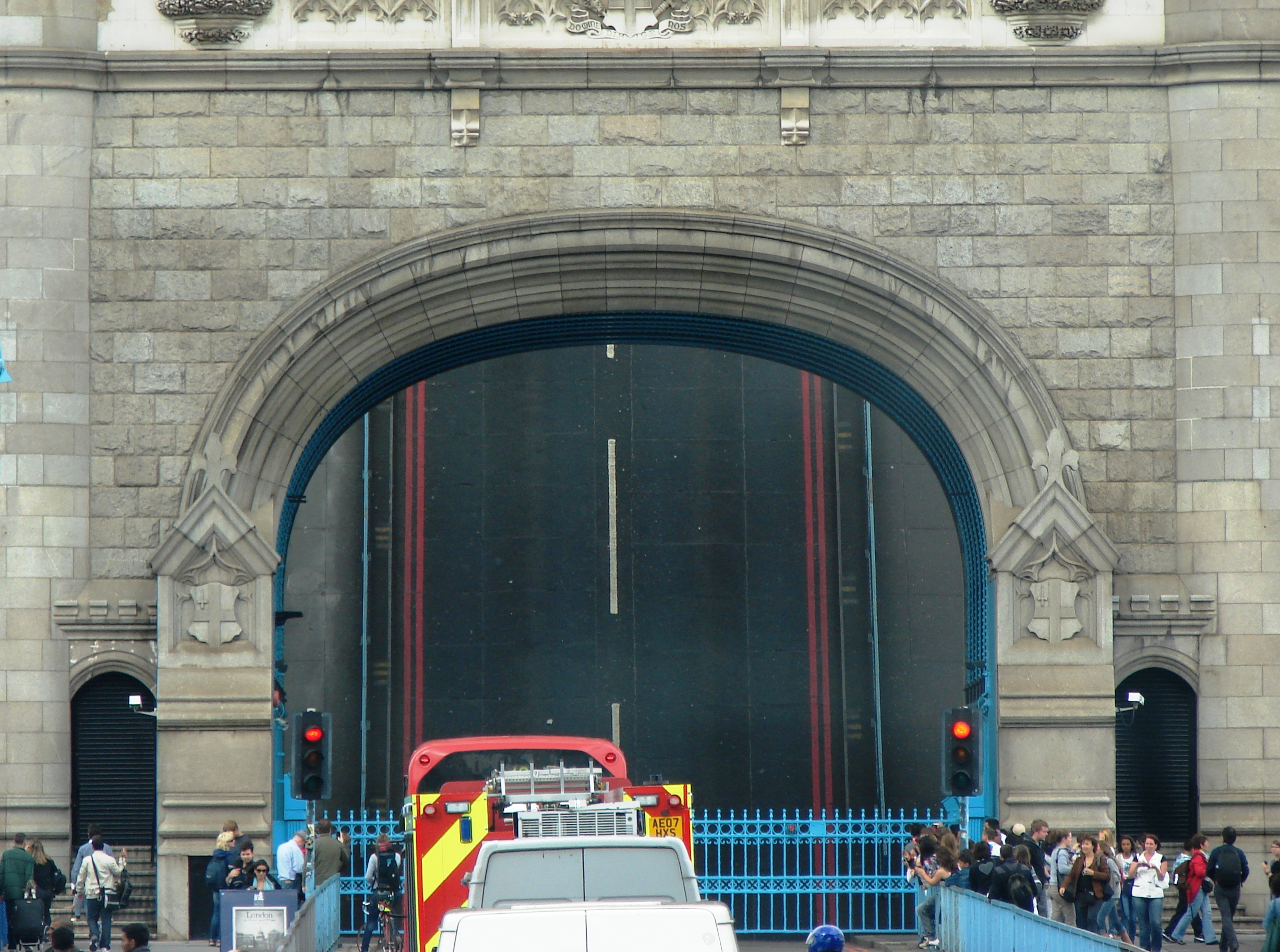
پل به‌طور کامل بازشده‌است